# RuPaul's Drag Race
RuPaul's Drag Race, conosciuto anche come America's Next Drag Queen, è un reality show statunitense che si basa su una competizione tra drag queen, in onda sul canale LogoTv dal 2009 al 2016, su VH1 dal 2017 al 2022 e su MTV dal 2023, mentre in Italia è stato trasmesso per due stagioni sul canale Fox Life. Lo show è prodotto dalla World of Wonder. Il presentatore ed ideatore dello show è RuPaul, il quale è anche giudice e mentore.
Le concorrenti devono mostrare le loro doti di intrattenimento e il loro stile sfidandosi in varie gare. Ogni settimana le concorrenti vengono giudicate per le loro performance da vari giudici; tra questi troviamo giudici fissi, quali lo stesso RuPaul e Michelle Visage, e giudici ospiti, che variano di settimana in settimana. Al termine di ogni episodio una concorrente viene eliminata; tra le ultime che rimangono viene incoronata una America's Next Drag Superstar, che riceve una serie di premi, diversi a seconda della serie. Altri premi, differenti di puntata in puntata, vengono invece assegnati alle vincitrici durante le varie sfide. In ogni edizione, oltre all'elezione dell'America's Next Drag Superstar, viene anche eletta Miss Simpatia (Miss Congeniality).
RuPaul's Drag Race ha dato vita a vari spin-off come RuPaul's Drag U e RuPaul's Drag Race All Stars. Lo show è trasmesso a livello internazionale, venendo diffuso su differenti canali e/o servizi di streaming. Lo show ha ricevuto varie nomination e premi, tra cui il premio come Miglior reality show ai GLAAD Media Awards 2010, 4 nomination ai Critics' Choice Television Award, tra cui Miglior reality e 3 Emmy Awards come Miglior presentatore di un reality o talent show a RuPaul.

## Format
Il casting viene annunciato online e chi vuole partecipare al programma manda un provino in formato video. Per poter prendere parte al programma è necessario avere 21 o più anni. Generalmente le concorrenti sono uomini che praticano il travestimento come forma di intrattenimento, ma non sono escluse le persone transgender (MTF o anche FTM) o persino le donne AFAB.

### Puntate
Ogni puntata si divide, generalmente, in tre fasi:
- La mini sfida: in ogni mini sfida alle concorrenti viene chiesto di svolgere una gara con caratteristiche e tempi differenti. Alcune mini sfide si ripetono in ogni edizione. Come, ad esempio, la prima mini sfida, che consiste in un servizio fotografico in particolari condizioni (nella prima edizione le concorrenti venivano bagnate con secchiate d'acqua[6] oppure essere fotografate saltando su un trampolino[7]). La vincitrice della mini sfida ricevere un premio, un vantaggio per la sfida principale oppure decidere la composizione delle squadre per la sfida principale.
- La sfida principale: in ogni sfida principale ai concorrenti viene chiesto di svolgere una prova, generalmente sono gare individuali. La vincitrice della sfida riceve un premio, che consiste in vestiti, gioielli, cosmetici e altro ancora. Inoltre oltre a ciò la vincitrice della puntata vince l'immunità per la puntata successiva; tale immunità viene concessa fino alla quinta edizione del programma, dopo di che non viene più elargita alla vincitrice della puntata. Spesso alle concorrenti viene chiesto di creare un outfit utilizzando materiali non convenzionali[8], altre sfide consistono nel mostrare le loro abilità canore[9] oppure creare uno show comico[10].
- La sfilata e l'eliminazione: tutte le concorrenti vengono chiamate davanti ai giudici. In questa fase le varie concorrenti vengono giudicate. Le ultime due devono sfidarsi esibendosi in playback con una canzone assegnata all'inizio di ogni puntata. La peggiore verrà eliminata dalla competizione con la famosa frase pronunciata da RuPaul "sashay away" e, a partire dalla seconda edizione, lascia un messaggio scritto con il rossetto sullo specchio della sala dove si svolgono le riprese; la vincitrice, al contrario, viene celebrata con la frase "shantay you stay", e può continuare la competizione.

### Giudici
Ogni edizione di RuPaul's Drag Race prevede la presenza di giudici fissi e di giudici ospiti che variano di settimana in settimana. I giudici danno la loro opinione sui vari concorrenti, esprimendo le loro opinioni circa ciò che accade sul palcoscenico principale. Tra i giudici ospiti comparsi nel corso delle edizioni troviamo: Paula Abdul, Pamela Anderson, Eve, Lady Gaga, Ariana Grande, Neil Patrick Harris, Kathy Griffin, Khloé Kardashian, La Toya Jackson, Adam Lambert, Demi Lovato, Bob Mackie, Rose McGowan, Olivia Newton-John, Rebecca Romijn, Gigi Hadid, Sharon Osbourne, John Waters, Michelle Williams, Candis Cayne, Christina Aguilera, Halsey, Kumail Nanjiani, Shania Twain, Courtney Love, Troye Sivan, Miley Cyrus, Nicki Minaj, Alexandria Ocasio-Cortez, Cynthia Erivo, Lizzo, Alicia Keys, Ava Max, Dove Cameron.

#### Giudici fissi
| Giudice         | Edizioni | Edizioni | Edizioni | Edizioni | Edizioni | Edizioni | Edizioni | Edizioni | Edizioni | Edizioni | Edizioni | Edizioni | Edizioni | Edizioni | Edizioni | Edizioni | Edizioni |
| Giudice         | 1        | 2        | 3        | 4        | 5        | 6        | 7        | 8        | 9        | 10       | 11       | 12       | 13       | 14       | 15       | 16       | 17       |
| --------------- | -------- | -------- | -------- | -------- | -------- | -------- | -------- | -------- | -------- | -------- | -------- | -------- | -------- | -------- | -------- | -------- | -------- |
| RuPaul          | Fisso    | Fisso    | Fisso    | Fisso    | Fisso    | Fisso    | Fisso    | Fisso    | Fisso    | Fisso    | Fisso    | Fisso    | Fisso    | Fisso    | Fisso    | Fisso    | Fisso    |
| Merle Ginsberg  | Fisso    | Fisso    |          |          |          |          | Ospite   |          |          |          |          |          |          |          |          |          |          |
| Santino Rice    | Fisso    | Fisso    | Fisso    | Fisso    | Fisso    | Fisso    | Ospite   |          |          |          |          |          |          |          |          |          |          |
| Michelle Visage |          |          | Fisso    | Fisso    | Fisso    | Fisso    | Fisso    | Fisso    | Fisso    | Fisso    | Fisso    | Fisso    | Fisso    | Fisso    | Fisso    | Fisso    | Fisso    |
| Billy B         |          |          | Fisso    | Fisso    |          |          |          |          |          |          |          |          |          |          |          |          |          |
| Carson Kressley |          |          |          |          |          |          | Fisso    | Fisso    | Fisso    | Fisso    | Fisso    | Fisso    | Fisso    | Fisso    | Fisso    | Fisso    | Fisso    |
| Ross Mathews    |          |          |          | Ospite   |          |          | Fisso    | Fisso    | Fisso    | Fisso    | Fisso    | Fisso    | Fisso    | Fisso    | Fisso    | Fisso    | Fisso    |
| Ts Madison      |          |          |          |          |          |          |          |          |          |          |          |          | Ospite   | Ospite   | Fisso    | Fisso    | Fisso    |
| Law Roach       |          |          |          |          |          |          |          |          |          |          |          |          |          |          |          | Ospite   | Fisso    |

- RuPaul (edizione 1-in corso), oltre ad essere mentore per i concorrenti, RuPaul è anche uno dei giudici. Alla fine di ogni puntata è lui a decidere quale dei due correnti peggiori rimane e chi invece deve lasciare la competizione.
- Michelle Visage (edizione 3-in corso), conduttrice radiofonica e cantante, prende il posto di Merle Ginsberg a partire dalla terza edizione del programma, prendendo il posto di RuPaul in alcune puntate per spiegare ai concorrenti la sfida della puntata.
- Carson Kressley (edizione 7-in corso), esperto di moda americano, entra nel cast del programma a partire dalla settima edizione.[11]
- Ross Mathews (edizione 7-in corso), conduttore televisivo e comico, entra nel cast del programma come giudice a partire dalla settima edizione[11][12], prima di essere uno dei giudici fissi, è stato uno degli giudici ospiti durante la quarta edizione.
- Ts Madison (edizione 15-in corso), personaggio televisivo ed attrice, entra nel cast del programma come giudice a partire dalla quindicesima edizione[13], prima di essere uno dei giudici fissi, è stata una dei giudici ospiti durante la tredicesima e quattordicesima edizione.
- Law Roach (edizione 17-in corso), personaggio televisivo ed ex stilista, entra nel cast del programma come giudice a partire dalla diciassettesima edizione[14], prima di essere uno dei giudici fissi, è stato giudice ospite durante la sedicesima edizione

#### Ex giudici fissi
- Merle Ginsberg (edizione 1-2), giornalista di moda, è stato uno dei giudici per le prime due edizioni del programma. Ha lasciato il posto di giudice per seguire altri progetti legati al mondo del giornalismo. È stata giudice ospite nella puntata 6 della settima edizione del programma.
- Santino Rice (edizione 1-6), stilista noto per aver preso parte come concorrente al programma Project Runway, è stato uno dei giudici del programma fino alla sesta edizione. Ha lasciato il programma per prendere parte ad un'edizione All Stars di Project Runway e per seguire altri progetti.[15] È stato giudice ospite nella puntata 11 della settima edizione del programma.
- Billy B (edizione 3-4), noto make-up artist newyorkese è stato uno degli giudici ospiti nella terza e quarta edizione del programma, sostituendo Santino Rice per alcune puntate.

### Untucked
La prima edizione di RuPaul's Drag Race fu accompagnata da una serie web composta da sette episodi, intitolata Under the Hood of RuPaul's Drag Race. LogoTv trasmetteva una puntata di questa serie sul proprio sito internet dopo ogni puntata. In questa serie di accompagnamento, RuPaul presentava scene inedite della competizione e il backstage del programma.
A partire dal 2010 LogoTv cambia il format della serie, ne aumenta il budget, spostandola dal web alla televisione e cambiandole anche il nome in RuPaul's Drag Race: Untucked. Come per il web, LogoTv manda in onda una puntata di Untucked dopo ogni puntata. Fino alla sesta edizione Untucked veniva registrato in due sale, chiamate l'Interior Illusions Lounge e il Gold Bar, sponsorizzate da Absolut Vodka e da Interior Illusions, Inc. Nella sesta edizione FormDecor si aggiunge agli sponsor di questa serie.
A partire dalla settima edizione, Untucked torna ad essere una serie web, diventando parte della pagina YouTube di World of Wonders, inoltre da due stanze si passa ad un unico spazio collegato direttamente con il palcoscenico dove sono collegati dei divani dove i concorrenti possono sedere, rilassarli e parlare. In questa versione venne aggiunta un'ulteriore parte in cui il concorrente viene seguito dopo la sua eliminazione, documentando la preparazione delle sue cose e la partenza dal programma. Tale format rimane anche per l'ottava e la nona edizione.
A partire dalla decima edizione, Untucked ritorna ad essere trasmesso sulla televisione dopo ogni puntata. L'unica componente diversa di quest'edizione è solo il fatto che viene trasmesso in televisione, perché i concorrenti si rilassano nella stessa sala nelle scorse tre edizioni ed alla fine dell'episodio si vede cosa succede dopo la sua eliminazione.

### Whatcha Packin'
Whatcha Packin' è una serie web che ha avuto inizio a partire dalla sesta edizione. La serie viene registrata anche per RuPaul's Drag Race All Stars. La serie vede Michelle Visage, una dei giudici del programma, intervistare i concorrenti eliminati, oltre a far mostrare alcuni look che non sono stati in grado di presentare durante la competizione.

### The Pit Stop
A partire dall'ottava edizione, ogni puntata dello show viene seguita da una puntata della serie web, dal titolo The Pit Stop. Lo show prevede un conduttore, solitamente accompagnato da un ospite (in genere entrambe ex concorrenti del programma) che discutono e commentano la puntata andata in onda. I conduttori di questa serie web sono stati:
| Conduttore         | Edizioni | Edizioni | Edizioni | Edizioni | Edizioni | Edizioni | Edizioni | Edizioni | Edizioni | Edizioni |
| Conduttore         | 8        | 9        | 10       | 11       | 12       | 13       | 14       | 15       | 16       | 17       |
| ------------------ | -------- | -------- | -------- | -------- | -------- | -------- | -------- | -------- | -------- | -------- |
| Kingsley           |          |          |          |          |          |          |          |          |          |          |
| Raja               |          |          |          |          |          |          |          |          |          |          |
| Manila Luzon       |          |          |          |          |          |          |          |          |          |          |
| Bob the Drag Queen |          |          |          |          |          |          |          |          |          |          |
| Trixie Mattel      |          |          |          |          |          |          |          |          |          |          |
| Monét X Change     |          |          |          |          |          |          |          |          |          |          |
| Bianca Del Rio     |          |          |          |          |          |          |          |          |          |          |

### Premi
Ad ogni edizione, il vincitore della competizione riceve dei premi, che con il passare del tempo sono cambiati. I premi vinti in ogni edizione sono stati:
1ª Edizione:
- 20.000 dollari
- Una fornitura a vita di cosmetici della Mac Cosmetics
- Prende parte come artista principale nel Logo's Drag Race Tour featuring Absolut Vodka Cocktails
- Far parte della campagna pubblicitaria per L.A. Eye-works
- Un articolo su Paper Magazine
- Una corona di Fierce Drag Jewels

2ª Edizione:
- 25.000 dollari
- Una fornitura a vita di cosmetici della NYX Cosmetics e essere il volto di NYXCosmetics.com
- Prende parte come artista principale nel Logo's Drag Race Tour featuring Absolut Vodka Cocktails
- Far parte della campagna pubblicitaria per L.A. Eye-works
- Un contratto di un anno con la agenzia LGBT Project Publicity
- Una corona di Fierce Drag Jewels

3ª Edizione:
- 75.000 dollari
- Una fornitura a vita di cosmetici della KRYOLAN
- Prende parte come artista principale nel Logo's Drag Race Tour featuring Absolut Vodka Cocktails
- Una corona di Fierce Drag Jewels

4ª Edizione:
- 100.000 dollari
- Una fornitura a vita di cosmetici della NYX Cosmetics
- Prende parte come artista principale nel Logo's Drag Race Tour featuring Absolut Vodka Cocktails
- Una vacanza fornita da ALandCHUCK.travel
- Una corona di Fierce Drag Jewels

5ª Edizione:
- 100.000 dollari
- Una fornitura di cosmetici della COLOREVOLUTION Cosmetics
- Prende parte come artista principale nel Logo's Drag Race Tour featuring Absolut Vodka Cocktails
- Una vacanza fornita da ALandCHUCK.travel
- Una corona di Fierce Drag Jewels

6ª Edizione:
- 100.000 dollari
- Una fornitura di cosmetici della COLOREVOLUTION Cosmetics
- Una corona di Fierce Drag Jewels

7ª Edizione:
- 100.000 dollari
- Una fornitura di un anno di cosmetici della Anastasia Beverly Hills Cosmetics
- Una corona di Fierce Drag Jewels

8ª Edizione:
- 100.000 dollari
- Una fornitura di un anno di cosmetici della Anastasia Beverly Hills Cosmetics
- Una corona di Fierce Drag Jewels

9ª Edizione:
- 100.000 dollari
- Una fornitura di un anno di cosmetici della Anastasia Beverly Hills Cosmetics
- Una corona di Fierce Drag Jewels

10ª Edizione:
- 100.000 dollari
- Una fornitura di un anno di cosmetici della Anastasia Beverly Hills Cosmetics
- Una corona di Fierce Drag Jewels

11ª Edizione:
- 100.000 dollari
- Una fornitura di un anno di cosmetici della Anastasia Beverly Hills Cosmetics
- Una corona di Fierce Drag Jewels

12ª Edizione:
- 100.000 dollari
- Una fornitura di un anno di cosmetici della Anastasia Beverly Hills Cosmetics
- Una corona di Fierce Drag Jewels

13ª Edizione:
- 100.000 dollari
- Una fornitura di un anno di cosmetici della Anastasia Beverly Hills Cosmetics
- Una corona di Fierce Drag Jewels

14ª Edizione:
- 150.000 dollari
- Una fornitura di un anno di cosmetici della Anastasia Beverly Hills Cosmetics
- Una corona di Fierce Drag Jewels

15ª Edizione:
- 200.000 dollari
- Una fornitura di un anno di cosmetici della Anastasia Beverly Hills Cosmetics
- Una corona di Fierce Drag Jewels

16ª Edizione:
- 200.000 dollari
- Una fornitura di un anno di cosmetici della Anastasia Beverly Hills Cosmetics
- Una corona di Fierce Drag Jewels

17ª Edizione:
- 200.000 dollari
- Una fornitura di un anno di cosmetici della Anastasia Beverly Hills Cosmetics
- Una corona di Fierce Drag Jewels

## Edizioni
| Edizione | Concorrenti | Episodi | Prima TV USA | Prima TV Italia | Vincitrice         | Miss Simpatia                |
| -------- | ----------- | ------- | ------------ | --------------- | ------------------ | ---------------------------- |
| 1ª       | 9           | 9       | 2009         | 2016            | BeBe Zahara Benet  | Nina Flowers                 |
| 2ª       | 12          | 12      | 2010         | 2016            | Tyra Sanchez       | Pandora Boxx                 |
| 3ª       | 13          | 16      | 2011         | 2011            | Raja               | Yara Sofia                   |
| 4ª       | 13          | 14      | 2012         | 2012            | Sharon Needles     | Latrice Royale               |
| 5ª       | 14          | 14      | 2013         | 2013            | Jinkx Monsoon      | Ivy Winters                  |
| 6ª       | 14          | 14      | 2014         | 2016            | Bianca Del Rio     | BenDeLaCreme                 |
| 7ª       | 14          | 14      | 2015         | 2016            | Violet Chachki     | Katya Zamolodchikova         |
| 8ª       | 12          | 10      | 2016         | 2016            | Bob the Drag Queen | Cynthia Lee Fontaine         |
| 9ª       | 14          | 14      | 2017         | 2017            | Sasha Velour       | Valentina                    |
| 10ª      | 14          | 14      | 2018         | 2018            | Aquaria            | Monét X Change               |
| 11ª      | 15          | 14      | 2019         | 2019            | Yvie Oddly         | Nina West                    |
| 12ª      | 13          | 14      | 2020         | 2020            | Jaida Essence Hall | Heidi N Closet               |
| 13ª      | 13          | 16      | 2021         | 2021            | Symone             | LaLa Ri                      |
| 14ª      | 14          | 16      | 2022         | inedita         | Willow Pill        | Kornbread "The Snack" Jeté   |
| 15ª      | 16          | 16      | 2023         | inedita         | Sasha Colby        | Malaysia Babydoll Foxx       |
| 16ª      | 14          | 16      | 2024         | inedita         | Nymphia Wind       | Sapphira Cristál Xunami Muse |
| 17ª      | 14          | 16      | 2025         | inedita         | Onya Nurve         | Crystal Envy                 |

### Prima edizione
La prima stagione di RuPaul's Drag Race, successivamente chiamata The Lost Season, è andata in onda negli Stati Uniti a partire dal 2 febbraio 2009 sulla rete televisiva LogoTv, in Italia è andato è andata in onda su Fox Life. Nove concorrenti furono selezionati per diventare RuPaul's Drag Race. Uno dei concorrenti fu scelto dal pubblico tramite una votazione online. I risultati vennero annunciati nel settembre 2008. Il concorrente ad essere scelto tramite il voto online fu Nina Flowers, originaria di Bayamón, Porto Rico, ma residente a Denver, nel Colorado. Nina Flowers ricevette il titolo di Miss Simpatia. La colonna sonora utilizzata durante la sfida principale fu Cover Girl tratta dall'album Champion di RuPaul.
La vincitrice della prima edizione fu BeBe Zahara Benet ,, la quale ricevette come premio 20.000 dollari, una fornitura a vita di cosmetici della M.A.C Cosmetics, nonché prese parte come artista principale al Logo's Drag Race Tour featuring Absolut Vodka cocktails, far parte della campagna pubblicitaria per L.A. Eye-works, un articolo su Paper Magazine e una corona di Fierce Drag Jewels.
Nel 2013 Logo.Tv mandò nuovamente le puntate in onda con il titolo di RuPaul's Drag Race: The Lost Season Ru-Vealed, commentate dallo stesso RuPaul.
Nina Flowers, Shannel e Tammie Brown prenderanno poi parte alla prima edizione di RuPaul's Drag Race All Stars, mentre Bebe Zahara Benet prenderà poi parte alla terza edizione. Ongina parteciperà alla quinta edizione.

### Seconda edizione
La seconda stagione di RuPaul's Drag Race è andata in onda negli Stati Uniti a partire dal 1º febbraio 2010 sulla rete televisiva LogoTv, in Italia è stata trasmessa su Fox Life. In questa edizione il numero dei concorrenti fu portato da nove a dodici. I cast per il programma venne aperto tramite internet il 1º maggio 2009. Come nella prima edizione, uno dei concorrenti fu scelto tramite dal pubblico tramite una votazione online. Il concorrente ad essere scelto tramite il voto online fu Jessica Wild, originaria di Porto Rico. La colonna sonora utilizzata durante la sfida principale fu Jealous of My Boogie tratta dall'album Champion di RuPaul.
In questa edizione venne introdotta una nuova tradizione: ad ogni puntata, il concorrente eliminato poteva lasciare un messaggio sullo specchio utilizzando un rossetto. Inoltre ad ogni puntata fa seguito serie di puntata in cui vengono mostrate immagini del backstage di ogni singolo episodio. Tale serie viene chiamata RuPaul's Drag Race Untucked.
Tyra Sanchez, vincitrice dell'edizione ricevette come premio 25.000 dollari, una fornitura a vita di cosmetici della NYX Cosmetics e essere il volto di NYXCosmetics.com, nonché prese parte come artista principale al Logo's Drag Race Tour featuring Absolut Vodka cocktails, far parte della campagna pubblicitaria per L.A. Eye-works, un articolo su Paper magazine, un contratto di un anno con la agenzia LGBT Project Publicity e una corona di Fierce Drag Jewels. A vincere il titolo di Miss Simpatia fu Pandora Boxx.
Pandora Boxx, Jujubee e Raven prenderanno poi parte alla prima edizione di RuPaul's Drag Race All Stars, Tatianna prenderà parte alla seconda edizione, mentre Morgan McMichaels e Shangela Laquifa Wadley prenderanno parte alla terza edizione. Jujubee ritornerà a competere nella quinta edizione, mentre Kylie Sonique Love e Pandora Boxx prenderanno poi parte alla sesta edizione.
Nel dicembre 2011, Amazon.com rilascia questa serie in DVD tramite il loro CreateSpace program.

### Terza edizione
La terza edizione di RuPaul's Drag Race è andata in onda negli Stati Uniti a partire dal 24 gennaio 2011 sulla rete televisiva LogoTv, in Italia è stata trasmessa su Fox Life. In questa edizione 13 furono i concorrenti scelti per partecipare all'edizione. La colonna sonora utilizzata durante la sfida principale fu Champion mentre per i titoli di coda fu utilizzata Main Event, entrambe tratte dall'album Champion di RuPaul.
In questa edizione Michelle Visage prende il posto di Merle Ginsberg tra i giudici mentre Billy Brasfield (meglio conosciuto come Billy B), Mike Ruiz, e Jeffrey Moran prendono il posto di Santino Rice in vari episodi. Altri cambi si hanno nel format del programma: per la prima volta nella storia del programma un concorrente che ha preso parte ad una edizione precedente ritorna per prendere parte nuovamente alla competizione e ad un concorrente già eliminato nel corso dell'edizione viene data una seconda possibilità ritornando nella competizione.
Raja Gemini, vincitrice dell'edizione, ricevette come premio 75.000 dollari, una fornitura a vita di cosmetici della KRYOLAN, prendere parte come artista principale nel Logo's Drag Race Tour featuring Absolut Vodka cocktails e una corona di Fierce Drag Jewels. A vincere il titolo di Miss Simpatia fu Yara Sofia.
Mimi Imfurst, Manila Luzon, Alexis Mateo e Yara Sofia prenderanno poi parte alla prima edizione di RuPaul's Drag Race Queen All Stars, Shangela Laquifa Wadley parteciperà alla terza edizione, mentre per la prima volta nella storia del reality ritorna a competere un concorrente che ha partecipato ad un'edizione precedente di All Stars, ovvero Manila Luzon parteciperà alla quarta edizione. Come Luzon, anche Alexis Mateo ritorna a gareggiare nella quinta edizione; in questa edizione ritroviamo altre due queen della terza edizione, Mariah Paris Balenciaga e India Ferrah., mentre Yara Sofia ritorna a partecipare nella sesta edizione.
Nel dicembre 2011, Amazon.com rilascia questa serie in DVD tramite il loro CreateSpace program.

### Quarta edizione
La quarta edizione di RuPaul's Drag Race è andata in onda negli Stati Uniti a partire dal 20 gennaio 2012 sulla rete televisiva LogoTv, in Italia è stata trasmessa su Fox Life. In questa edizione 13 furono i concorrenti scelti per partecipare all'edizione. Il cast venne annunciato ufficialmente il 30 novembre 2011. La colonna sonora utilizzata durante la sfida principale fu Glamazon mentre per i titoli di coda fu utilizzata The Beginning, entrambe tratte dall'album Glamazon di RuPaul.
Come accaduto nella terza edizione del programma Billy B e Santino Rice si dividono il posto di giudice: Billy B prende il posto di Santino Rice mentre quest'ultimo è impossibilitato. Entrambi compaiono insieme a Michelle Visage nell'ultimo episodio.
Sharon Needles, vincitrice dell'edizione, ricevette come premio 100.000 dollari, una fornitura a vita di cosmetici della NYX Cosmetics, prendere parte come artista principale nel Logo's Drag Race Tour featuring Absolut Vodka cocktails, una vacanza fornita da ALandCHUCK.travel e una corona di Fierce Drag Jewels. A vincere il titolo di Miss Simpatia fu Latrice Royale.
A partire da questa edizione l'incoronazione del vincitore non avviene più all'interno dello studio durante l'ultima puntata, ma avviene durante una puntata speciale (Grand Finale) in cui tutti i concorrenti si riuniscono in un teatro, con tanto di pubblico che assiste; in questa edizione la puntata viene registrata presso El Portal Theatre in North Hollywood.
Chad Micheals e Latrice Royale prenderanno parte alla prima edizione di RuPaul's Drag Race All Stars, Phi Phi O'Hara prenderà parte alla seconda edizione, mentre per la prima volta nella storia del reality ritorna a competere un concorrente che ha partecipato ad un'edizione precedente di All Stars, ovvero Latrice Royale parteciperà alla quarta edizione, mentre Jiggly Caliente prendre parte alla sesta edizione.

### Quinta edizione
La quinta edizione di RuPaul's Drag Race è andata in onda negli Stati Uniti a partire dal 28 gennaio 2013 con un episodi della durata di 90 minuti sulla rete televisiva LogoTv, in Italia è stata trasmessa su Fox Life. In questa edizione 14 furono i concorrenti scelti per partecipare all'edizione; è la prima edizione del programma ad aver il maggior numero di concorrenti. Il cast venne annunciato ufficialmente il 19 novembre 2012. La colonna sonora utilizzata durante la sfida principale fu I Bring the Beat mentre per i titoli di coda fu utilizzata The Beginning, entrambe tratte dall'album Glamazon di RuPaul.
Jinkx Monsoon, vincitrice dell'edizione, ricevette come premio 100.000 dollari, una fornitura a vita di cosmetici della COLOREVOLUTION Cosmetics, prendere parte come artista principale nel Logo's Drag Race Tour featuring Absolut Vodka cocktails, una vacanza fornita da ALandCHUCK.travel e una corona di Fierce Drag Jewels. A vincere il titolo di Miss Simpatia fu Ivy Winters.
Alaska Thunderfuck 5000, Detox Icunt, Alyssa Edwards, Coco Montrese e Roxxxy Andrews prenderanno parte alla seconda edizione di RuPaul's Drag Race All Stars, mentre Serena ChaCha prenderà poi parte alla sesta edizione.
Jade Jolie, inoltre, prenderà parte alla quarta edizione di The Boulet Brothers' Dragula.

### Sesta edizione
La sesta edizione di RuPaul's Drag Race è andata in onda negli Stati Uniti a partire dal 24 febbraio 2014 sulla rete televisiva LogoTv, in Italia l'edizione è stata trasmessa sulla piattaforma streaming Netflix. In questa edizione, come in quella precedente, 14 furono i concorrenti scelti per partecipare all'edizione. Il cast venne annunciato ufficialmente l'8 dicembre 2013. La colonna sonora utilizzata durante la sfida principale fu Sissy That Walk mentre per i titoli di coda fu utilizzata Dance With U, entrambe tratte dall'album Born Naked di RuPaul. Per la prima volta nella storia del programma la puntata iniziale è stata divisa in due parti, dividendo di conseguenza i concorrenti in due gruppi da sette.
Bianca Del Rio, vincitrice dell'edizione, ricevette come premio 100.000 dollari, una fornitura di cosmetici della COLOREVOLUTION Cosmetics e una corona di Fierce Drag Jewels. A vincere il titolo di Miss Simpatia fu BenDeLaCreme.
Adore Delano prenderà parte alla seconda edizione di RuPaul's Drag Race All Stars, BenDeLaCreme e Milk prenderanno parte alla terza edizione, Gia Gunn prenderà parte alla quarta edizione, mentre Trinity K. Bonet prenderà poi parte alla sesta edizione.
Gia Gunn, inoltre, prenderà parte alla seconda edizione di The Switch Drag Race.

### Settima edizione
La settima edizione di RuPaul's Drag Race è andata in onda negli Stati Uniti a partire dal 2 marzo 2015 sulla rete televisiva LogoTv, in Italia è stata trasmessa sulla piattaforma Netflix. In questa edizione, come nelle due precedenti, 14 furono i concorrenti scelti per partecipare all'edizione. La colonna sonora utilizzata durante la sfida principale fu Sissy That Walk, come accaduto nella sesta edizione, mentre per i titoli di coda fu utilizzata Fly Tonight, entrambe tratte dall'album Born Naked di RuPaul.
A partire da questa edizione Ross Matthews e Carson Kressley entreranno a far parte dei giudici del programma, prendendo il posto di Santino Rice che lascia il programma prendere parte ad un'edizione all stars di Project Runway e per seguire ulteriori progetti. I due si alterneranno nelle singole puntate.
Violet Chachki, vincitrice dell'edizione, ricevette come premio 100.000 dollari, una fornitura di cosmetici della Anastasia Beverly Hills Cosmetics e una corona di Fierce Drag Jewels. A vincere il titolo di Miss Simpatia fu Katya Zamolodchikova.
Katya Zamolodchikova e Ginger Minj prenderanno parte alla seconda edizione di RuPaul's Drag Race All Stars, Kennedy Davenport e Trixie Mattel prenderanno parte alla terza edizione, Jasmine Masters prenderà parte alla quarta edizione, mentre Ginger Minj tornerà a gareggiare nella sesta edizione.
Kandy Ho, inoltre, prenderà parte alla seconda edizione di The Switch Drag Race.

### Ottava edizione
L'ottava edizione di RuPaul's Drag Race è andata in onda negli Stati Uniti a partire dal 7 marzo 2016 sulla rete televisiva LogoTv. Vi hanno preso parte 12 concorrenti. 
Il cast venne annunciato ufficialmente il 1º febbraio 2016 ai NewNowNext Awards. La colonna sonora utilizzata durante la sfida principale fu The Realness, mentre per i titoli di coda fu utilizzata Die Tomorrow, entrambe tratte dall'album Realness di RuPaul.
Bob the Drag Queen, vincitrice dell'edizione, ricevette come premio 100.000 dollari, una fornitura di cosmetici della Anastasia Beverly Hills Cosmetics e una corona di Fierce Drag Jewels. A vincere il titolo di Miss Simpatia fu Cynthia Lee Fontaine.
Chi Chi DeVayne e Thorgy Thor prenderanno parte alla terza edizione di RuPaul's Drag Race All Stars, mentre Naomi Smalls prenderà parte alla quarta edizione. Derrick Berry parteciperà alla quinta edizione.

### Nona edizione
La nona edizione di RuPaul's Drag Race è andata in onda negli Stati Uniti a partire dal 24 marzo 2017. A differenza degli anni precedenti, il programma è trasmesso sulla rete televisiva VH1 e non più su Logo.Tv. Il cast venne annunciato ufficialmente il 2 febbraio 2017, e per questa edizione sono stati selezionati 14 concorrenti che hanno preso parte alla competizione. La colonna sonora utilizzata durante la sfilata fu un remix mai rilasciato della canzone "Category Is...", dell'album Butch Queen, mentre per i titoli di coda fu utilizzata Kitty Girl, tratta dall'album American, entrambi album di RuPaul.
Sasha Velour, vincitrice dell'edizione, ricevette come premio 100.000 dollari, una fornitura di cosmetici della Anastasia Beverly Hills Cosmetics e una corona di Fierce Drag Jewels. A vincere il titolo di Miss Simpatia è stata Valentina.
Aja prenderà parte alla terza edizione di RuPaul's Drag Race All Stars, mentre Farrah Moan, Trinity Taylor e Valentina prenderanno parte alla quarta edizione, Shea Couleé parteciperà alla quinta edizione, mentre Eureka O'Hara prenderà poi parte alla sesta edizione.

### Decima edizione
Il 13 aprile 2017 è stata confermata anche la decima stagione, alla quale parteciperà di diritto Eureka O'Hara, concorrente della stagione 9, eliminata dalla competizione per problemi di salute. Il 21 agosto 2017, VH1 ha annunciato che la decima stagione sarà rilasciata nella primavera del 2018, e ritornerà ad essere trasmesso in televisione Untucked. Il 16 febbraio 2018 è stato annunciato che la decima edizione del programma uscirà il 22 marzo 2018. La colonna sonora utilizzata durante la sfilata fu Snapshot, mentre per i titoli di coda fu utilizzata Rock It (To The Moon), tutte e due tratte dallo stesso album, Remember Me: Essential, Vol. 1 di RuPaul.
Il cast è stato annunciato il 22 febbraio 2018, dopo che fu mandato in onda l'episodio finale della terza edizione di RuPaul's Drag Race All Stars, tramite una live di Facebook.
Aquaria, vincitrice dell'edizione, ha ricevuto come premio 100.000 dollari, una fornitura di cosmetici della Anastasia Beverly Hills Cosmetics e una corona di Fierce Drag Jewels. A vincere il titolo di Miss Simpatia è stata Monét X Change.
Monét X Change e Monique Heart prenderanno parte alla quarta edizione di RuPaul's Drag Race All Stars Blair St. Clair, Mayhem Miller e Miz Cracker prenderanno parte alla quinta edizione, mentre Eureka O'Hara prenderà poi parte alla sesta edizione.

### Undicesima edizione
Il 13 giugno 2018 l'emittente televisiva statunitense VH1, insieme ad Untucked, conferma la produzione di un'undicesima edizione della Drag Race. Il 24 gennaio 2019 con un RuVeal condotto dalla vincitrice dell'edizione passata, Aquaria, e dal pattinatore olimpico Adam Rippon, viene annunciato il cast della futura edizione. È riammessa alla gara anche Vanessa Vanjie Mateo, eliminata alla prima puntata della decima edizione.
Yvie Oddly, vincitrice dell'edizione, ha ricevuto come premio 100.000 dollari, una fornitura di cosmetici della Anastasia Beverly Hills Cosmetics e una corona di Fierce Drag Jewels. A vincere il titolo di Miss Simpatia è stata Nina West.
A'Keria C. Davenport, Ra'Jah O'Hara, Scarlet Envy e Silky Nutmeg Ganache prenderanno poi parte alla sesta edizione di RuPaul's Drag Race All Stars.

### Dodicesima edizione
Il 19 agosto 2019 l'emittente televisiva VH1, insieme con Untucked, conferma la produzione di una dodicesima edizione del programma, oltre alla produzione della quinta edizione di RuPaul's Drag Race All Stars. Il 23 gennaio 2020, con una diretta sull'account Twitter dell'emittente, la vincitrice della undicesima edizione Yvie Oddly, ha annunciato le tredici concorrenti della nuova stagione.
Jaida Essence Hall, vincitrice dell'edizione, ha ricevuto come premio 100.000 dollari, una fornitura di cosmetici della Anastasia Beverly Hills Cosmetics e una corona di Fierce Drag Jewels. A vincere il titolo di Miss Simpatia è stata Heidi N Closet.
Jan prenderà poi parte alla sesta edizione di RuPaul's Drag Race All Stars.

### Tredicesima edizione
Il 2 dicembre 2019 tramite YouTube e Twitter sono stati annunciati i casting per la tredicesima edizione del programma. I casting si sono conclusi il 24 gennaio 2020. Il programma è andato in onda sull'emittente televisiva VH1 a partire dal 1º gennaio 2021. Le concorrenti sono stati annunciate sulle piattaforme social del programma il 9 dicembre 2020.
L'edizione è stata girata nell'agosto 2020 durante la pandemia del COVID-19 ed è stata girata seguendo i protocolli previsti, incluso il test per tutte le concorrenti.
Symone, vincitrice dell'edizione, ha ricevuto come premio 100.000 dollari, una fornitura di cosmetici della Anastasia Beverly Hills Cosmetics e una corona di Fierce Drag Jewels. A vincere il titolo di Miss Simpatia è stata LaLa Ri.

### Quattordicesima edizione
Il 23 novembre 2020 sono stati annunciati i casting per la quattordicesima edizione del programma, che si sono conclusi il 15 gennaio 2021. Il programma è andato in onda sull'emittente televisiva VH1 a partire dal 7 gennaio 2022. Le concorrenti sono stati annunciate sulle piattaforme social del programma il 2 dicembre 2021.
Come è accaduto con l'edizione precedente, anche questa è stata registrata durante la pandemia del COVID-19 seguendo tutti i protocolli previsti, incluso il test per tutte le concorrenti.
Willow Pill, vincitrice dell'edizione, ha ricevuto come premio 150.000 dollari, una fornitura di cosmetici della Anastasia Beverly Hills Cosmetics e una corona di Fierce Drag Jewels. A vincere il titolo di Miss Simpatia è stata Kornbread "The Snack" Jeté.

### Quindicesima edizione
Il 4 novembre 2021 sono stati annunciati i casting per la quindicesima edizione del programma, che si sono conclusi il 7 gennaio 2022. Inoltre è stato annunciato che, a differenza delle edizioni precedenti, il programma sarebbe andato il onda in esclusiva per gli Stati Uniti su MTV, a partire dal 6 gennaio 2023.
Sasha Colby, vincitrice dell'edizione, ha ricevuto come premio 200.000 dollari, una fornitura di cosmetici della Anastasia Beverly Hills Cosmetics e una corona di Fierce Drag Jewels. A vincere il titolo di Miss Simpatia è stata Malaysia Babydoll Foxx.

### Sedicesima edizione
Il 31 ottobre 2022 sono stati annunciati i casting per la sedicesima edizione del programma, che si sono conclusi il 6 gennaio 2023. Come nell'edizione precedente, il programma è andato in onda negli Stati Uniti su MTV dal 5 gennaio al 16 aprile 2024.
Nymphia Wind, vincitrice dell'edizione, ha guadagnato come premio 200 000 dollari, una fornitura di cosmetici della Anastasia Beverly Hills Cosmetics e una corona di Fierce Drag Jewels. A vincere il titolo di Miss Simpatia sono state Xunami Muse e Sapphira Cristál.

### Diciassettesima edizione
Il 30 ottobre 2023 sono stati annunciati i casting per la diciassettesima edizione del programma, che si sono conclusi il 5 gennaio 2024. Come per le precedenti edizioni, il programma andrà in onda negli Stati Uniti su MTV, a partire dal 3 gennaio 2025.
Onya Nurve, vincitrice dell'edizione, ha guadagnato come premio 200 000 dollari, una fornitura di cosmetici della Anastasia Beverly Hills Cosmetics e una corona di Fierce Drag Jewels. A vincere il titolo di Miss Simpatia è stata Crystal Envy.

## Concorrenti
Le concorrenti che hanno preso parte al programma nel corso delle diciassette edizioni sono state (in ordine di eliminazione):
| Edizioni | Vincitore          | Finalista(i)                   | 3°                                        | 4°                                        | 5°                              | 6°                      | 7°                        | 8°                     | 9°                         | 10°                           | 11°                                | 12°                                | 13°                            | 14°                            | 15°            | 16°          |
| -------- | ------------------ | ------------------------------ | ----------------------------------------- | ----------------------------------------- | ------------------------------- | ----------------------- | ------------------------- | ---------------------- | -------------------------- | ----------------------------- | ---------------------------------- | ---------------------------------- | ------------------------------ | ------------------------------ | -------------- | ------------ |
| 1ª       | BeBe Zahara Benet  | Nina Flowers                   | Rebecca Glasscock                         | Shannel                                   | Ongina                          | Jade                    | Akashia                   | Tammie Brown           | Victoria "Porkchop" Parker |                               |                                    |                                    |                                |                                |                |              |
| 2ª       | Tyra Sanchez       | Raven                          | Jujubee                                   | Tatianna                                  | Pandora Boxx                    | Jessica Wild            | Sahara Davenport († 2012) | Morgan McMichaels      | Sonique                    | Mystique Summers Madison      | Nicole Paige Brooks                | Shangela Laquifa Wadley            |                                |                                |                |              |
| 3ª       | Raja               | Manila Luzon                   | Alexis Mateo                              | Yara Sofia                                | Carmen Carrera                  | Shangela Laquifa Wedley | Delta Work                | Stacy Layne Matthews   | Mariah Paris Balenciaga    | India Ferrah                  | Mimi Imfurst                       | Phoenix                            | Venus D-Lite                   |                                |                |              |
| 4ª       | Sharon Needles     | Chad Michaels Phi Phi O'Hara   | Chad Michaels Phi Phi O'Hara              | Latrice Royale                            | Kenya Michaels                  | Dida Ritz               | Willam Belli              | Jiggly Caliente        | Milan                      | Madame LaQueer                | The Princess                       | Lashauwn Beyond                    | Alisa Summers                  |                                |                |              |
| 5ª       | Jinkx Monsoon      | Alaska Roxxxy Andrews          | Alaska Roxxxy Andrews                     | Detox                                     | Coco Montrese                   | Alyssa Edwards          | Ivy Winters               | Jade Jolie             | Lineysha Sparx             | Honey Mahogany Vivienne Pinay | Honey Mahogany Vivienne Pinay      | Monica Beverly Hillz               | Serena ChaCha                  | Penny Tration                  |                |              |
| 6ª       | Bianca Del Rio     | Adore Delano Courtney Act      | Adore Delano Courtney Act                 | Darienne Lake                             | BenDeLaCreme                    | Joslyn Fox              | Trinity K. Bonet          | Laganja Estranja       | Milk                       | Gia Gunn                      | April Carrión                      | Vivacious                          | Kelly Mantle Magnolia Crawford | Kelly Mantle Magnolia Crawford |                |              |
| 7ª       | Violet Chachki     | Ginger Minj Pearl              | Ginger Minj Pearl                         | Kennedy Davenport                         | Katya                           | Trixie Mattel           | Miss Fame                 | Jaidynn Diore Fierce   | Max                        | Kandy Ho                      | Mrs. Kasha Davis                   | Jasmine Masters                    | Sasha Belle                    | Tempest DuJour                 |                |              |
| 8ª       | Bob the Drag Queen | Kim Chi Naomi Smalls           | Kim Chi Naomi Smalls                      | Chi Chi DeVayne († 2020)                  | Derrick Barry                   | Thorgy Thor             | Robbie Turner             | Acid Betty             | Naysha Lopez               | Cynthia Lee Fontaine          | Dax ExclamationPoint Laila McQueen | Dax ExclamationPoint Laila McQueen |                                |                                |                |              |
| 9ª       | Sasha Velour       | Peppermint                     | Shea Couleé Trinity Taylor                | Shea Couleé Trinity Taylor                | Alexis Michelle                 | Nina Bo'Nina Brown      | Valentina                 | Farrah Moan            | Aja                        | Cynthia Lee Fontaine          | Eureka O'Hara                      | Charlie Hides                      | Kimora Blac                    | Jaymes Mansfield               |                |              |
| 10ª      | Aquaria            | Eureka O'Hara Kameron Michaels | Eureka O'Hara Kameron Michaels            | Asia O'Hara                               | Miz Cracker                     | Monét X Change          | The Vixen                 | Monique Heart          | Blair St. Clair            | Mayhem Miller                 | Dusty Ray Bottoms                  | Yuhua Hamasaki                     | Kalorie Karbdashian-Williams   | Vanessa Vanjie Mateo           |                |              |
| 11ª      | Yvie Oddly         | Brooke Lynn Hytes              | A'Keria C. Davenport Silky Nutmeg Ganache | A'Keria C. Davenport Silky Nutmeg Ganache | Vanessa Vanjie Mateo            | Nina West               | Shuga Cain                | Plastique Tiara        | Ra'Jah O'Hara              | Scarlet Envy                  | Ariel Versace                      | Mercedes Iman Diamond              | Honey Davenport                | Kahanna Montrese               | Soju           |              |
| 12ª      | Jaida Essence Hall | Crystal Methyd Gigi Goode      | Crystal Methyd Gigi Goode                 | Sherry Pie                                | Jackie Cox                      | Heidi N Closet          | Widow Von'Du              | Jan                    | Brita                      | Aiden Zhane                   | Nicky Doll                         | Rock M. Sakura                     | Dahlia Sin                     |                                |                |              |
| 13ª      | Symone             | Kandy Muse                     | Gottmik Rosé                              | Gottmik Rosé                              | Olivia Lux                      | Utica Queen             | Tina Burner               | Denali                 | Elliott with 2 Ts          | LaLa Ri                       | Tamisha Iman                       | Joey Jay                           | Kahmora Hall                   |                                |                |              |
| 14ª      | Willow Pill        | Lady Camden                    | Angeria Paris VanMicheals Bosco           | Angeria Paris VanMicheals Bosco           | Angeria Paris VanMicheals Bosco | DeJa Skye Jorgeous      | DeJa Skye Jorgeous        | Jasmine Kennedie       | Kerri Colby                | Maddy Morphosis               | Orion Story                        | Kornbread "The Snack" Jeté         | Alyssa Hunter                  | June Jambalaya                 |                |              |
| 14ª      | Willow Pill        | Lady Camden                    | Daya Betty                                |                                           |                                 | DeJa Skye Jorgeous      | DeJa Skye Jorgeous        | Jasmine Kennedie       | Kerri Colby                | Maddy Morphosis               | Orion Story                        | Kornbread "The Snack" Jeté         | Alyssa Hunter                  | June Jambalaya                 |                |              |
| 15ª      | Sasha Colby        | Anetra                         | Luxx Noir London Mistress Isabelle Brooks | Luxx Noir London Mistress Isabelle Brooks | Loosey LaDuca                   | Salina EsTitties        | Marcia Marcia Marcia      | Malaysia Babydoll Foxx | Spice                      | Jax                           | Aura Mayari                        | Robin Fierce                       | Amethyst                       | Sugar                          | Princess Poppy | Irene Dubois |
| 16ª      | Nymphia Wind       | Sapphira Cristál               | Plane Jane                                | Q                                         | Morphine Love Dion              | Dawn                    | Mhi'ya Iman Le'Paige      | Plasma                 | Xunami Muse                | Megami                        | Geneva Karr                        | Amanda Tori Meating                | Mirage                         | Hershii LiqCour-Jeté           |                |              |
| 17ª      | Onya Nurve         | Jewels Sparkles                | Lexi Love Sam Star                        | Lexi Love Sam Star                        | Suzie Toot                      | Lana Ja'Rae             | Lydia B. Kollins          | Arietty                | Kori King                  | Acacia Forgot                 | Crystal Envy                       | Hormona Lisa                       | Joella                         | Lucky Starzzz                  |                |              |

Legenda
     La concorrente è stata nominata Miss Simpatia
     La concorrente ha vinto il torneo di playback delle concorrenti eliminate e il titolo di Queen of She Done Already Done Had Herses
     La concorrente è stata squalificata dalla competizione
     La concorrente è stata eliminata precedentemente dalla competizione, è tornata e ha continuato nella competizione
     La concorrente è stata eliminata precedentemente dalla competizione, è tornata ma è stata subito eliminata
     Le concorrenti sono state eliminate in coppia
     Le concorrenti sono state eliminate nel primo episodio dopo il rispettivo ingresso, in una doppia premiére divisa in due puntate
     La concorrente è stata fatta ritirare dalla competizione per problemi di salute

## Musiche
Quasi tutte le canzoni utilizzate nelle varie edizioni provengono dagli album di RuPaul, fanno eccezione le canzoni utilizzate per il playback alla fine delle puntate.

### Passerella principale
Le canzoni utilizzate durante la presentazione degli outfit dei concorrenti sono state: 
- Cover Girl tratto da Champion (1ª edizione)
- Jealous of My Boogie (Gomi & RasJek Mix) tratto da Jealous of My Boogie - The RuMixes (2ª edizione)
- Champion (DJ BunJoe's Olympic Mix) tratto da Drag Race (3ª edizione)
- Glamazon tratto da Glamazon (4ª edizione)
- I Bring the Beat tratto da Glamazon (5ª edizione)
- Sissy That Walk tratto da Born Naked (6ª e 7ª edizioni)
- The Realness tratto da Realness (8ª edizione)
- Category Is... (Remix), tratta da Butch Queen (9ª edizione)
- Snapshot tratto da Remember Me: Essential, Vol. 1 (10ª edizione)
- Mighty Love tratto da American (11ª edizione)
- Superstar (Hollywood Royalty Remix) tratto da SuperGlam DQ (12ª edizione)
- Bring Back My Girl tratto da You're a Winner, Baby (13ª edizione)
- Catwalk tratto da MamaRu (14ª e 15ª edizione)
- Cake & Candy da Black Butta (16ª edizione)

### CovergurlzeCovergurlz 2
Tramite Twitter RuPaul confermò la pubblicazione di un nuovo album, in cui tutti i concorrenti della sesta edizione del programma cantavano una delle sue canzone. L'album fu chiamato RuPaul Presents: The CoverGurlz e venne pubblicato il 28 gennaio 2014. Nel 2015 venne pubblicato un album simile a quello precedente intitolato RuPaul Presents: The CoverGurlz2, dove i concorrenti della settima edizione del programma cantavano una delle canzoni di RuPaul. L'album venne pubblicato il 3 febbraio 2015. Nell'album è anche presente New York City Beat canzone che vede la collaborazione di RuPaul e Michelle Visage.

### Altre musiche
Nel corso del programma sono stati rilasciati vari singoli promozionali:
- CoverGirl - BeBe Zahara Benet, Nina Flowers e Rebecca Glasscock (1ª edizione)
- Can I Get an Amen - Alaska, Alyssa Edwards, Coco Montrese, Detox, Ivy Winters, Jade Jolie, Jinkx Monsoon e Roxxxy Andrews (5ª edizione)[77]
- Oh No She Better Don't - Adore Delano, BenDeLaCreme, Bianca Del Rio, Courtney Act, Darienne Lake, Joslyn Fox, Laganja Estranja, Milk, e Trinity K. Bonet (6ª edizione)[78]
- Get Ready to Clock - Max, Violet Chachki, e Jaidynn Diore Fierce (7ª edizione)
- Tan With You - Trixie Mattel, Miss Fame, Pearl e Katya (7ª edizione)
- I Got Paid - Mrs. Kasha Davis, Ginger Minj, Kennedy Davenport e Kandy Ho (7ª edizione)
- Les Chicken Wings - Robbie Turner, Kim Chi, Naomi Smalls (8ª edizione)
- Street Meatz - Bob the Drag Queen, Thorgy Thor e Acid Betty (8ª edizione)
- Dragometry - Derrick Barry, Chi Chi DeVayne, Naysha Lopez (8ª edizione)
- Category Is... Remix - Peppermint, Sasha Velour, Shea Couleé e Trinity Taylor (9ª edizione)[79]
- American Remix - Aquaria, Asia O'Hara, Eureka e Kameron Michaels (10ª edizione)
- Queens Everywhere Remix - A'keria C. Davenport, Brooke Lynn Hytes, Silky Nutmeg Ganache, Vanessa Vanjie Mateo e Yvie Oddly (11ª edizione)
- I'm That Bitch - Brita, Crystal Methyd, Gigi Goode, Heidi N. Closet, Jackie Cox, Nicky Doll, e Widow Von'Du (12ª edizione)
- You Don't Know Me - Aiden Zhane, Dahlia Sin, Jaida Essence Hall, Jan, Rock M. Sakura e Sherry Pie (12ª edizione)
- I Made It / Mirror Song / Losing Is The New Winning (Las Vegas Live Medley) - Crystal Methyd, Gigi Goode, Jackie Cox, Jaida Essence Hall e Sherry Pie (12ª edizione)
- The Shady Bunch - Aiden Zhane, Brita, Crystal Methyd, Dahlia Sin, Gigi Goode, Heidi N Closet, Jackie Cox, Jaida Essence Hall, Jan, Nicky Doll, Rock M. Sakura e Widow Von'Du (12ª edizione)
- Condragulations - Gottmik, Kandy Muse, LaLa Ri, Olivia Lux, Symone, Tina Burner e Elliott with 2 Ts (13ª edizione)
- Phenomenon - Denali, Joey Jay, Kahmora Hall, Rosé, Tamisha Iman e Utica Queen (13ª edizione)
- Lucky Remix - Gottmik, Kandy Muse, Rosé e Symone (13ª edizione)
- Bad Boy Baby - The ShangRu-Las - Bosco, Daya Betty e Willow Pill (14ª edizione)
- He's My Baby - The Ru-Netts - DeJa Skye, Jasmine Kennedie e Jorgeous (14ª edizione)
- Bad Boy Baby - The Ru-Presmes - Angeria Paris VanMichaels, Kerri Colby e Lady Camden (14ª edizione)
- Catwalk Remix - Angeria Paris VanMichaels, Bosco, Daya Betty, Lady Camden e Willow Pill (14ª edizione)
- Banjo Bitches - Luxx Noir London, Marcia Marcia Marcia, Mistress Isabelle Brooks e Salina EsTitties (15ª edizione)
- Rocking Old G's - Aura Mayari, Malaysia Babydoll Foxx, Sasha Colby e Spice (15ª edizione)
- Ol' Dirty Bitches - Anetra, Jax, Loosey LaDuca e Robin Fierce (15ª edizione)
- Blame It on the Edit Remix - Anetra, Luxx Noir London, Mistress Isabelle Brooks e Sasha Colby (15ª edizione)
- Power - Dawn, Mhi'ya Iman Le'Paige, Morphine Love Dion, Nymphia Wind, Plane Jane, Q e Sapphira Cristál (16ª edizione)

Successivamente lo show molte concorrenti si sono dedicate alle loro carriere musicali, tra le concorrenti che hanno avuto più successo troviamo Alaska, Sharon Needles, Adore Delano, Bob the Drag Queen, Aja, Trixie Mattel e Shea Couleé.

## Spin-off

### RuPaul's Drag U
RuPaul's Drag U è stato il primo spin off della serie. Il programma è andato in onda dal 2010 al 2012. In questo spin-off donne competono per scoprire ed evolvere la loro femminilità tramite l'arte delle drag queen. Ai concorrenti vengono dati consigli e un makeover dalle professoresse drag (concorrenti che hanno preso parte ad RuPaul's Drag Race). La serie è registrata a Los Angeles nel giro di un mese e tutte le professoresse drag provengono dalla California del sud.

### RuPaul's Drag Race All Stars
RuPaul's Drag Race All Stars conosciuto in Italia come America's Next Drag Queen All Stars, è il secondo spin-off del programma. In questa versione, alcuni dei concorrenti che hanno preso parte in una delle passate edizioni di RuPaul's Drag Race prendono parte ad una nuova competizione per poter entrare nella Drag Race Hall of Fame. Come nella normale edizione, i concorrenti devono mostrare le loro doti di intrattenitori sfidandosi in varie sfide. Ogni settimana i concorrenti vengono giudicati per le loro performance da vari giudici; tra questi troviamo giudici fissi, lo stesso Rupaul, Michelle Visage e giudici ospiti, che variano di settimana in settimana. Al termine dell'episodio un concorrente viene eliminato; l'ultimo dei quali verrà incoronato avrà diritto di essere inserito nella Drag Race Hall of Fame riceverà una serie di premi, diversi a seconda della serie. Altri premi, differenti di puntata in puntata, vengono invece dati durante le varie sfide.. Inoltre in questa versione non viene eletta Miss Simpatia.
Questo spin-off ha visto fin dalla prima edizione un format diverso rispetto a quello originale, inoltre nel corso delle edizioni il format ha avuto delle modifiche.

### Dancing Queen
Nell'aprile del 2013 RuPaul confermò che sarebbe stato il produttore esecutivo di uno spin-off dello show in cui avrebbe preso parte Alyssa Edwards, concorrente della quinta edizione di America's Next Drag Queen. Poco dopo Alyssa dichiarò che lo show si sarebbe chiamato Beyond Belief e che sarebbe ruotato sulla sua compagnia di ballo, collocata a Mesquite, in Texas. Alla fine lo show è stato chiamato Dancing Queen ed è stato trasmesso su Netflix a partire dal 5 ottobre 2018.

### RuPaul's Drag Race Holi-slay Spectacular
Nel novembre 2018 è stata annunciata la produzione di un episodio speciale a tema natalizio dove 8 queen tornano per competere per il titolo di America’s First Drag Race Christmas Queen.

### RuPaul's Secret Celebrity Drag Race
Il 22 ottobre 2019, è stato annunciato uno spin-off dello show, dove ex concorrenti del programma tornano per aiutare delle celebrità a contendersi il titolo di America's Next Celebrity Drag Superstar.
Tra gli ex concorrenti troviamo: Alyssa Edwards, Asia O'Hara, Bob the Drag Queen, Kim Chi, Monét X Change, Monique Heart, Nina West, Trinity the Tuck, Trixie Mattel e Vanessa Vanjie Mateo.
Mentre tra le varie celebrità troviamo: Nico Tortorella, Jermaine Fowler, Jordan Connor, Loni Love, Tami Roman, Vanessa Williams, Alex Newell, Dustin Milligan, Matt Iseman, Phoebe Robinson, Hayley Kiyoko e Madison Beer.

### Queen of the Universe
Il 24 febbraio 2021 è stato annunciato uno spin-off dello show, dove 14 drag queen provenienti da tutto il mondo si sfidano in una gara canora, che cercano di essere incoronate le prime Queen of the Universe e vincere un premio in denaro di 250.000 dollari. Graham Norton sarà il presentatore dello show, mentre tra i giurati troviamo Michelle Visage, Leona Lewis, Vanessa Williams e Trixie Mattel.

### RuPaul's Drag Race: UK vs the World
In questa versione del programma, alcune concorrenti che hanno preso parte in una delle passate edizioni di RuPaul's Drag Race UK prendono parte ad una nuova competizione, sfidando varie concorrenti provenienti da varie versioni internazionali dello show, per poter entrare nella Drag Race Hall of Fame.
Le concorrenti che hanno preso parte alla competizione sono state: Baga Chipz, Blu Hydrangea e Cheryl Hole per il Regno Unito, Janey Jacké per i Paesi Bassi, Jimbo e Lemon per il Canada, Jujubee e Mo Heart per gli Stati Uniti e Pangina Heals per la Thailandia.

### Canada's Drag Race: Canada vs the World
In questa versione del programma, alcune concorrenti che hanno preso parte in una delle passate edizioni di Canada's Drag Race prendono parte ad una nuova competizione, sfidando varie concorrenti provenienti da varie versioni internazionali dello show, per poter entrare nella Drag Race Hall of Fame.
Le concorrenti che hanno preso parte alla competizione sono state: Icesis Couture, Kendall Gender, Rita Baga e Stephanie Prince per il Canada, Ra'Jah O'Hara e Silky Nutmeg Ganache per gli Stati Uniti, Vanity Milan e Victoria Scone per il Regno Unito e Anita Wigl'it per la Nuova Zelanda.

## Versioni internazionali
Dal 2009 ad oggi sono state realizzate circa 17 versioni internazionali del format. Gli Stati Uniti, è la patria d'origine del programma, mentre il Regno Unito è il primo paese delle versioni internazionali con più edizioni di Drag Race ad essere andate in onda.
- Attualmente in onda
- Non più in onda
- In produzione
- Status sconosciuto

| Nazione                   | Titolo locale                           | Emittente                                      | Vincitori | Giudici | Presentatori                                                         |
| ------------------------- | --------------------------------------- | ---------------------------------------------- | --- | --- | -------------------------------------------------------------------- |
| Australia Nuova Zelanda   | Drag Race Down Under                    | Stan TVNZ                                      | 1ª edizione (2021): Kita Mean 2ª edizione (2022): Spankie Jackzon 3ª edizione (2023): Isis Avis Loren 4ª edizione (2024): In produzione                                                                       | Attuali Michelle Visage (1-) Rhys Nicholson (1-) Precedenti RuPaul (1-3)                                                                        | Attuali Michelle Visage (4-) Precedenti RuPaul (1-3)                 |
| Belgio                    | Drag Race Belgique                      | Tipik                                          | 1ª edizione (2023): Drag Couenne 2ª edizione (2024): Alvilda | Attuali Rita Baga (1-) Mustii (1-) Lio (2-) Precedenti Lufy (1)                                                                                 | Rita Baga (1-)                                                       |
| Brasile                   | Drag Race Brasil                        | MTV (1) Paramount+ (1) WOW Presents Plus (2-)  | 1ª edizione (2023): Organzza 2ª edizione (2024): In produzione | Grag Queen (1-) Bruna Braga (1-) Dudu Bertholini (1-)                                                                                           | Grag Queen (1-)                                                      |
| Canada                    | Canada's Drag Race                      | Crave                                          | 1ª edizione (2020): Priyanka 2ª edizione (2021): Icesis Couture 3ª edizione (2022): Gisèle Lullaby 4ª edizione (2023): Venus 5ª edizione (2024): In produzione                                                | Attuali Brooke Lynn Hytes (1-) Brad Goreski (2-) Traci Melchor (2-) Precedenti Jeffrey Bowyer-Chapman (1) Stacey McKenzie (1) Amanda Brugel (2) | Brooke Lynn Hytes (1-)                                               |
| Cile                      | The Switch Drag Race                    | Mega                                           | 1ª edizione (2015-16): Luz Violeta 2ª edizione (2018): Miss Leona | Attuali Nicole Gaultier (1-2) Íngrid Cruz (1-2) Oscar Mediavilla (1-2) Precedenti Juan Pablo González (1) Sebastián Errázuriz (1)               | Karla Constant (1-2)                                                 |
| Filippine                 | Drag Race Philippines                   | Discovery+ (1) HBO Max (1-)                    | 1ª edizione (2022): Precious Paula Nicole 2ª edizione (2023): Captivating Katkat 3ª edizione (2024): Maxie | Paolo Ballesteros (1-) Jiggly Caliente (1-) KaladKaren (1-) BJ Pascual (1-) Jon Santos (1-) Rajo Laurel (1-)                                    | Paolo Ballesteros (1-)                                               |
| Francia                   | Drag Race France                        | France.tv Slash France 2                       | 1ª edizione (2022): Paloma 2ª edizione (2023): Keiona 3ª edizione (2024): Le Filip | Nicky Doll (1-) Daphné Bürki (1-) Kiddy Smile (1-)                                                                                              | Nicky Doll (1-)                                                      |
| Germania Austria Svizzera | Drag Race Germany                       | MTV Paramount+                                 | 1ª edizione (2023): Pandora Nox | Barbie Breakout (1-) Gianni Jovanovic (1-) Dianne Brill (1-)                                                                                    | Barbie Breakout (1-) Gianni Jovanovic (1-)                           |
| Italia                    | Drag Race Italia                        | Discovery+ (1-2) MTV (3-) Paramount+ (3-)      | 1ª edizione (2021): Elecktra Bionic 2ª edizione (2022): La Diamond 3ª edizione (2023): Lina Galore | Priscilla (1-) Chiara Francini (1-) Paola Iezzi (3-) Paolo Camilli (3-) Precedenti Tommaso Zorzi (1-2)                                          | Priscilla (1-)                                                       |
| Messico                   | Drag Race México                        | MTV (1) Paramount+ (1) WOW Presents Plus (2-)  | 1ª edizione (2023): Cristian Peralta 2ª edizione (2024): Leexa Fox 3ª edizione (2025): In produzione | Attuali Lolita Banana (1-) Taiga Brava (2-) Óscar Madrazo (1-) Precedenti Valentina (1)                                                         | Attuali Lolita Banana (1-) Taiga Brava (2-) Precedenti Valentina (1) |
| Paesi Bassi               | Drag Race Holland                       | Videoland (1-2)                                | 1ª edizione (2020): Envy Peru 2ª edizione (2021): Vanessa Van Cartier 3ª edizione (2025): In produzione | Attuali Fred van Leer (1-2) Marieke Samallo (2) Carlo Boszhard (2) Raven van Dorst (2) Precedenti Nikkie Plessen (1)                            | Fred van Leer (1-2)                                                  |
| Regno Unito               | RuPaul's Drag Race UK                   | BBC iPlayer (1-3) BBC One (1-3) BBC Three (4-) | 1ª edizione (2019): The Vivienne 2ª edizione (2021): Lawrence Chaney 3ª edizione (2021): Krystal Versace 4ª edizione (2022): Danny Beard 5ª edizione (2023): Ginger Johnson 6ª edizione (2024): In produzione | RuPaul (1-) Michelle Visage (1-) Alan Carr (1-) Graham Norton (1-)                                                                              | RuPaul (1-)                                                          |
| Spagna                    | Drag Race España                        | Atresplayer Premium                            | 1ª edizione (2021): Carmen Farala 2ª edizione (2022): Sharonne 3ª edizione (2023): Pitita 4ª edizione (2024): Le Cocó 5ª edizione (2025): In produzione                                                       | Supremme De Luxe (1-) Ana Locking (1-) Javier Calvo (1-) Javier Ambrossi (1-)                                                                   | Supremme De Luxe (1-)                                                |
| Spagna                    | Drag Race España All Stars              | Atresplayer Premium                            | 1ª edizione (2024): Drag Sethlas | Supremme De Luxe (1-) Ana Locking (1-) Javier Calvo (1-) Javier Ambrossi (1-)                                                                   | Supremme De Luxe (1-)                                                |
| Svezia                    | Drag Race Sverige                       | SVT1 SVT Play                                  | 1ª edizione (2023): Admira Thunderpussy | Robert Fux (1-) Kayo Shekoni (1-) Farao Groth (1-)                                                                                              | Robert Fux (1-)                                                      |
| Sudafrica                 | Drag Race South Africa                  | WOW Presents Plus                              | 1ª edizione (2025): In produzione | TBA (1-) | TBA (1-)                                                             |
| Thailandia                | Drag Race Thailand                      | Line TV (1-2) WOW Presents Plus (3-)           | 1ª edizione (2018): Natalia Pliacam 2ª edizione (2019): Angele Anang 3ª edizione (2024): In produzione | Pangina Heals (1-) Art Arya (1-) Gus Setthachai (3-) Metinee Kingpayome (3-) Niti Chaichitathorn (3-)                                           | Attuali Pangina Heals (1-) Precedenti Art Arya (1-2)                 |
| Internazionali            | RuPaul's Drag Race: UK vs the World     | BBC Three                                      | 1ª edizione (2022): Blu Hydrangea 2ª edizione (2024): Tia Kofi | RuPaul (1-) Michelle Visage (1-) Alan Carr (1-) Graham Norton (1-)                                                                              | RuPaul (1-)                                                          |
| Internazionali            | Canada's Drag Race: Canada vs the World | Crave                                          | 1ª edizione (2022): Ra'Jah O'Hara 2ª edizione (2024): Lemon | Brooke Lynn Hytes (1-) Brad Goreski (1-) Traci Melchor (1-)                                                                                     | Brooke Lynn Hytes (1-)                                               |
| Internazionali            | RuPaul's Drag Race Global All Stars     | Paramount+                                     | 1ª edizione (2024): Alyssa Edwards | RuPaul (1-) Michelle Visage (1-) Jamal Sims (1-)                                                                                                | RuPaul (1-)                                                          |

## DVD
- 2011 - RuPaul's Drag Race, Season 2[94]
- 2011 - RuPaul's Drag Race, Season 3[95]
- 2012 - RuPaul's Drag Race, Season 4[96]
- 2013 - RuPaul's Drag Race, Season 5[97][98]
- 2014 - RuPaul's Drag Race, Season 6[99]
- 2016 - RuPaul's Drag Race, Season 7[100]
- 2016 - RuPaul's Drag Race, Season 8[101]

## Premi e Nomination
| Anno | Premio                                     | Categoria                                                             | Risultato       |
| ---- | ------------------------------------------ | --------------------------------------------------------------------- | --------------- |
| 2009 | NewNowNext Awards                          | Miglior Star di un Reality - Ongina                                   | Vincitore/trice |
| 2010 | GLAAD Media Awards 2010                    | Miglior Reality Show                                                  | Vincitore/trice |
| 2010 | NewNowNext Awards                          | Best New Indulgence                                                   | Vincitore/trice |
| 2010 | NewNowNext Awards                          | Miglior Star di un Reality — Jujubee                                  | Candidato/a     |
| 2011 | NewNowNext Awards                          | Miglior Star di un Reality – Carmen Carrera                           | Candidato/a     |
| 2011 | Critics' Choice Television Awards 2011     | Miglior Talent Show                                                   | Candidato/a     |
| 2012 | NewNowNext Awards                          | Miglior Star di un Reality – Willam Belli                             | Candidato/a     |
| 2012 | Critics' Choice Television Awards 2012     | Miglior Presentatore di un Reality o Talent Show – RuPaul             | Candidato/a     |
| 2012 | TV.com's Best of 2012 Awards               | Miglior Presentatore di un Reality o Talent Show – RuPaul             | Vincitore/trice |
| 2012 | TV.com's Best of 2012 Awards               | Miglior Reality Show                                                  | Vincitore/trice |
| 2013 | RyanSeacrest.com's Favorite TV Show Awards | Miglior Serie Tv                                                      | Vincitore/trice |
| 2013 | POPrepublic.tv Awards                      | Miglior Tv Show Internazionale                                        | Candidato/a     |
| 2014 | Critics' Choice Television Awards 2014     | Miglior Presentatore di un Reality o Talent Show – RuPaul             | Candidato/a     |
| 2014 | TCA Award                                  | Miglior Reality Show                                                  | Vincitore/trice |
| 2015 | Primetime Creative Arts Emmy Awards 2015   | Miglior Trucco per una Serie Multi-camera o Speciale (Non Prostetico) | Candidato/a     |
| 2016 | Primetime Creative Arts Emmy Awards 2016   | Miglior Presentatore di un Reality o Talent Show – RuPaul             | Vincitore/trice |
| 2016 | Primetime Creative Arts Emmy Awards 2016   | Migliori costumi per un varietà, programma non-fiction o reality      | Candidato/a     |
| 2017 | Primetime Creative Arts Emmy Awards 2017   | Miglior Presentatore di un Reality o Talent Show – RuPaul             | Vincitore/trice |
| 2017 | Reality Television Awards                  | Momento più sorprendente                                              | Vincitore/trice |
| 2018 | Primetime Creative Arts Emmy Awards 2018   | Miglior Presentatore di un Reality o Talent Show – RuPaul             | Vincitore/trice |
| 2018 | Primetime Creative Arts Emmy Awards 2018   | Migliori costumi per un varietà, programma non-fiction o reality      | Vincitore/trice |
| 2019 | Primetime Creative Arts Emmy Awards 2019   | Miglior Presentatore di un Reality o Talent Show – RuPaul             | Vincitore/trice |
| 2019 | Primetime Creative Arts Emmy Awards 2019   | Migliori costumi per un varietà, programma non-fiction o reality      | Vincitore/trice |
| 2020 | Primetime Creative Arts Emmy Awards 2020   | Miglior Reality o Talent Show                                         | Vincitore/trice |
| 2020 | Primetime Creative Arts Emmy Awards 2020   | Miglior Presentatore di un Reality o Talent Show – RuPaul             | Vincitore/trice |
| 2020 | Primetime Creative Arts Emmy Awards 2020   | Migliori acconciature per una serie multi-camera o speciale           | Vincitore/trice |
| 2020 | Primetime Creative Arts Emmy Awards 2020   | Miglior fotografia per un reality                                     | Vincitore/trice |
| 2020 | Primetime Creative Arts Emmy Awards 2020   | Miglior montaggio video per un reality competitivo o strutturato      | Vincitore/trice |

## Trasmissione internazionale
RuPaul's Drag Race è trasmesso in molti paesi a livello internazionale:
- Australia: In Australia il programma viene trasmesso, fin dalla prima edizione, sul canale LifeStyle YOU.[103]
- Brasile: Nell'agosto 2015, lo show è stato trasmesso sul canale Multishow partendo dalla settima edizione[104]. L'ottava stagione in poi viene trasmessa su Comedy Central.
- Canada: La serie viene trasmessa sulla rete televisiva OutTV in contemporanea con gli Stati Uniti.
- Cile: Nel 2011 VH1 Latin America ha trasmesso le prime quattro stagioni del programma[105]. L'ottava stagione è stata trasmessa su Comedy Central[106].
- Colombia: Nel 2011 VH1 Latin America ha trasmesso le prime quattro stagioni del programma[105]. L'ottava stagione è stata trasmessa su Comedy Central[106].
- Germania: Nell'estate del 2009 in Germania la serie è stata trasmessa sulla rete televisiva TIMM, che trasmetta le puntate ogni venerdì.
- Ungheria: In Ungheria il programma è stato trasmesso sul canale FEM3 con il nome di RuPaul – Drag Queen leszek! ("RuPaul – I'll be Drag Queen!")[107]
- Irlanda: In Irlanda tutte le stagioni, tranne la prima, sono disponibili su Netflix. Inoltre la piattaforma ha iniziato a mandare in onda la nona stagione del programma il giorno dopo la messa in onda negli Stati Uniti.
- Italia: In Italia il programma è stato trasmesso doppiato dalla terza alla quinta edizione, su Fox Life[108][109]. In Italia tutte le stagioni, eccetto per la prima, erano disponibili in lingua originale coi sottotitoli su Netflix, però dal 30 marzo 2018 furono cancellate dalla seconda alla sesta edizione, per poi essere reinserite successivamente fino al 2022. Tuttavia, sempre dal 30 marzo 2018, tutte le stagioni della serie principale sono disponibili sulla piattaforma streaming WOW Presents Plus. A partire da dicembre 2018 sempre su Netflix viene trasmessa la quarta edizione All Stars del programma, e vengono reinserite nel catalogo del servizio streaming tutte le edizioni con doppiaggio italiano (dalla prima alla quattordicesima).
- Messico: Nel 2011 VH1 Latin America ha trasmesso le prime quattro stagioni del programma[105]. L'ottava stagione è stata trasmessa su Comedy Central[106].
- Regno Unito: La prima e la seconda stagione andarono in onda rispettivamente nel 2009 e nel 2010 su E4[110]. Visto il successo ottenuto dal programma sulla piattaforma Netflix UK, la rete televisiva TruTV ha comprato i diritti per la trasmissione di tutte le otto stagioni compresi gli episodi di Untucked e le prime due stagioni di All Stars[111]. A partire dal giugno 2015 TruTV ha terminato la trasmissione del programma. Nel 2017 tutte le stagioni, tranne la prima, sono disponibili su Netflix. Inoltre il canale ha iniziato a mandare in onda la nona stagione del programma un giorno dopo la messa in onda negli Stati Uniti.
- Spagna: Dal 2016 il canale TEN ha cominciato a trasmettere il programma dalla quinta stagione[112].